# Great Thatch

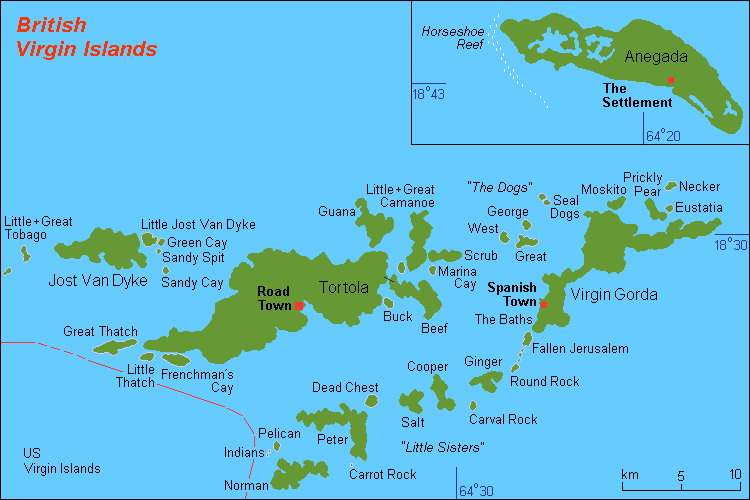
Brittiska Jungfruöarna

Great Thatch (engelska Great Thatch) är en ö i ögruppen Brittiska Jungfruöarna i Västindien som tillhör Storbritannien.

## Geografi
Great Thatch ligger i Karibiska havet ca 1 km väster om huvudön Tortola och ca 1 km norr om St John bland de Amerikanska Jungfruöarna.
Ön är av vulkaniskt ursprung och har en areal om ca 2 km² med en längd på ca 2,5 km och ca 0,8 km bred. Utanför ön ligger småön Little Thatch.
Ön saknar bofast befolkning och kan endast nås med fartyg.

## Historia
Great Thatch upptäcktes 1493 av Christofer Columbus under sin andra resa till Nya världen.
Namnet härstammar troligen från piraten Edward Thatch (Svartskägg) som använde ön som sin bas åren 1715 till 1718.
1672 införlivades ön i den brittiska kolonin Antigua.
1773 blev ön tillsammans med övriga öar till det egna området Brittiska Jungfruöarna.
Ön var fram till 1997 i privat ägo innan Brittiska Jungfruöarnas territorialförvaltning återköpte den.